# Sanctórum de Lázaro Cárdenas
Sanctórum de Lázaro Cárdenas è un comune del Messico, situato nello stato di Tlaxcala, il cui capoluogo è la località di Sanctórum.